# Allied Van Lines
Allied Van Lines（アライド・バン・ラインズ）は、1928年に民間非営利の協同組合として設立されたアメリカの引っ越し会社を前身とする運輸業者である。1968年に株式上場し、1999年に競合するノース・アメリカン・バン・ラインズと合併して持株会社アライド・ワールドワイド傘下になり、2002年にSIRVA社へ社名変更した。

## ヤマト運輸のクロネコマークとの関係性
ヤマト運輸のロゴマークである「クロネコマーク」は、1957年の両社業務提携時に社長の小倉康臣がアライドの「白猫の親子猫マーク」に強く惹かれて許諾を得、広報担当者の子弟が落書きした黒猫をアレンジして作成された。